# 薩茲豪隆包陶
薩茲豪隆包陶（匈牙利語：Százhalombatta）是匈牙利的城鎮，位於該國中部多瑙河西岸，距離首府布達佩斯27公里，由佩斯州負責管轄，面積28.06平方公里，2011年人口18,615，其中約一半居民信奉信義宗。

## 外部連結
- Street map（页面存档备份，存于） （匈牙利文）